# 하남 동사지 삼층석탑
하남 동사지 삼층석탑(河南 桐寺址 三層石塔)은 대한민국 경기도 하남시 춘궁동에 있는 고려의 삼층석탑이다. 1963년 1월 21일 대한민국의 보물 제13호로 지정되었다.

## 개요
경기도 광주 춘궁동에 있는 3층 석탑으로 2단의 기단(基檀) 위에 3층의 탑신(塔身)을 올린 모습이다.
기단부의 바닥돌과 아래층 기단의 가운데돌은 한돌로 짜여졌는데, 안타깝게도 대부분이 땅속에 파묻혀 있고, 아래층 기단 맨윗돌 일부가 깨지고 없어졌다. 윗층 기단과 탑신부의 각 층 몸돌에는 기둥 모양이 새겨져 있다. 지붕돌은 아래면이 반듯하고 윗면도 완만한 경사를 보이지만, 지붕돌 네 귀퉁이에서의 치켜올림이 뚜렷해 경쾌한 느낌이다.
이 탑은 1층 탑신과 2·3층 탑신의 크기가 줄어드는 비율이 따라 지붕돌도 작아지고 있어 전체적으로 매우 안정된 느낌을 주고 있다. 탑의 세부적인 양식도 신라 후기 석탑의 전형적인 면모를 잘 간직하고 있어, 만들어진 연대는 고려 중기 아래로 내려가지 않을 것으로 짐작된다. 1966년 보수공사를 실시할 때 탑 안에서 곱돌로 만든 소탑(小塔)들이 발견되었다.

## 사진

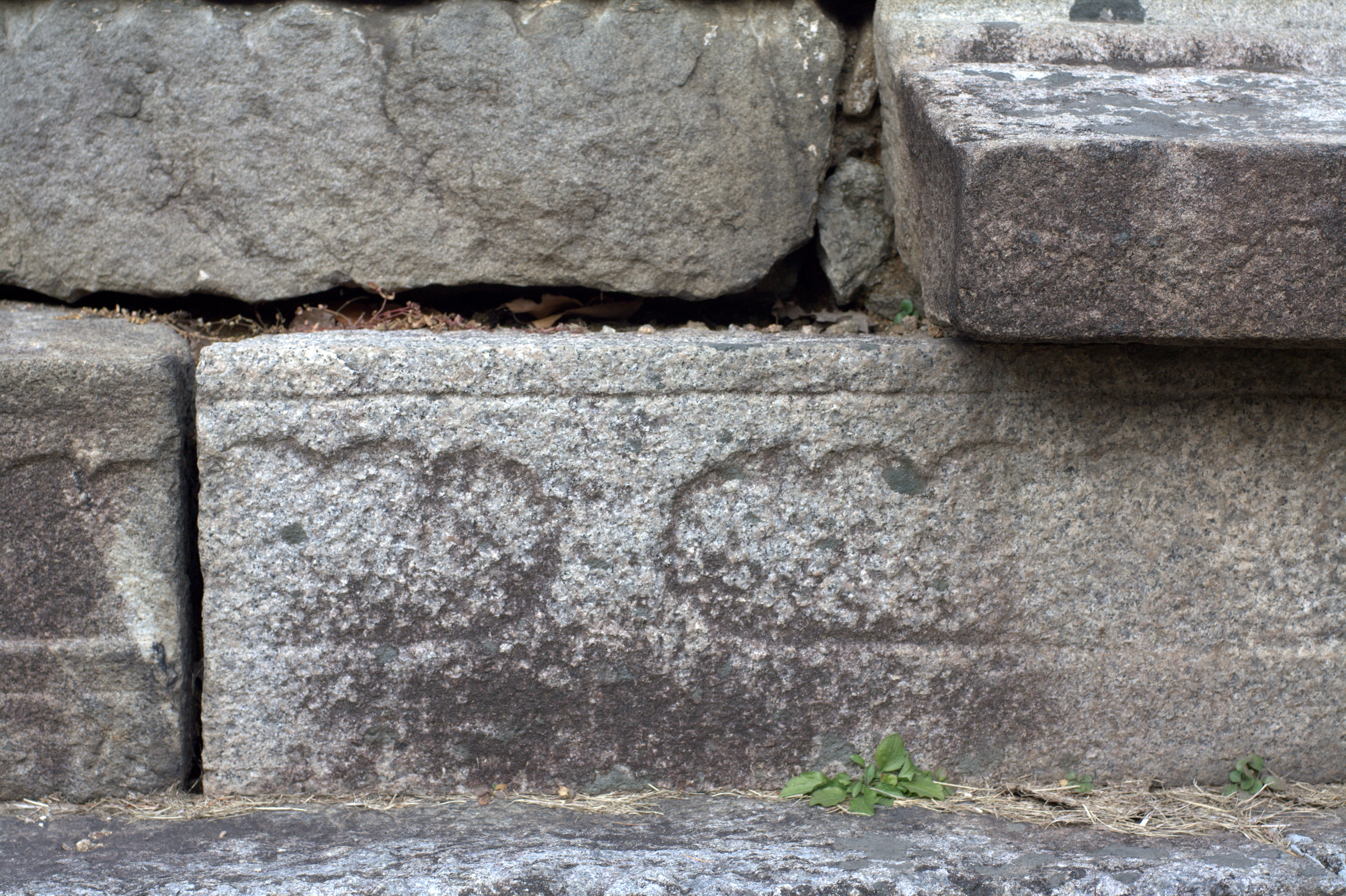
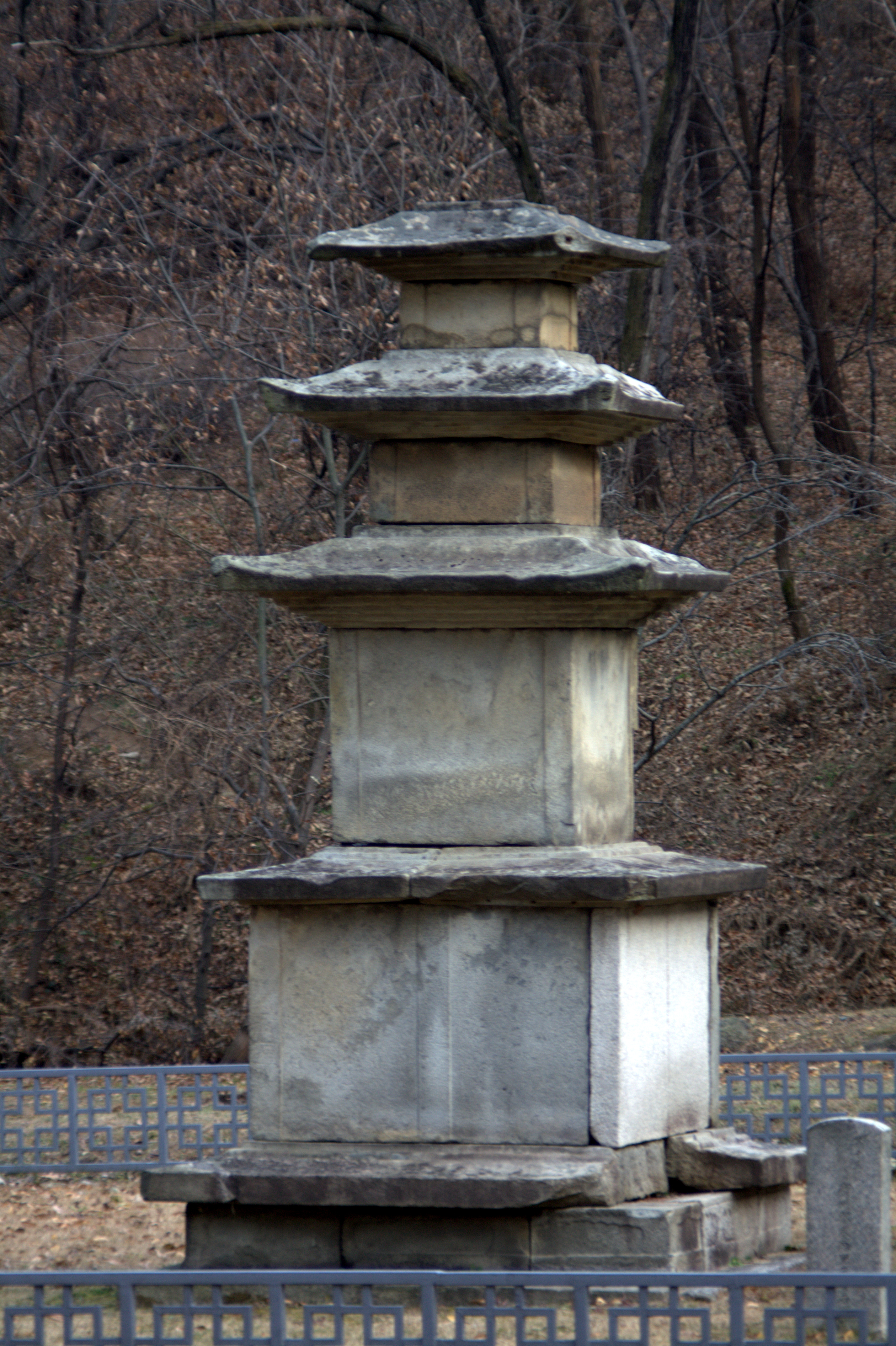

## 같이 보기
- 하남 동사지 (사적 제352호)

## 참고 자료
- 하남 동사지 삼층석탑 - 국가유산청 국가유산포털
- 문화재대관 (보물편, 석조Ⅰ, 개정판), 문화재청, 2004-08-06